# Jacob Hamel
Jacob Hamel (Amsterdam, 20 oktober 1883 – Sobibór, 9 juli 1943) was een Nederlands musicus en dirigent.

## Levensloop
Op zesjarige leeftijd kreeg hij vioollessen. Op zestienjarige leeftijd zong hij als tenor in het mannenkoor Zanglust. Op zeventienjarige werd hij dirigent van het gemengd koor Arti et Charitate. Hij werd vooral bekend als medewerker van de AVRO, waarvoor hij vanaf 1929 het AVRO's kinderkoor leidde. Na de oorlog werd dit koor omgedoopt in het Kinderkoor Jacob Hamel.
In mei 1940, meteen na de Duitse bezetting, werd de joodse Jacob Hamel door AVRO-directeur Willem Vogt ontslagen. Drie jaar later, op 6 juli 1943, werd Hamel met zijn vrouw Jeannette Hamel-Cohen vanuit Westerbork weggevoerd naar het vernietigingskamp Sobibór in Polen, waar zij op 9 juli aankwamen en dezelfde dag werden vermoord. Een andere bekende AVRO-medewerker, sportverslaggever Han Hollander, zat ook bij dit transport en onderging hetzelfde lot.